# Johannes Edfelt
Bo Johannes Edfelt (n. 21 decembrie 1904, Q10697641⁠(d), Skaraborg⁠(d), Suedia – d. 27 august 1997, Raus church parish⁠(d), Comitatul Scania, Suedia) a fost un scriitor, poet, traducător și critic literar suedez.
Originar din Tibro, Edfelt a fost ales membru al Academiei Suedeze în 1969, ocupând scaunul 17. El i-a succedat lui Erik Lindegren și, după moartea sa, i-a succedat Horace Engdahl.
Printre alte scrieri, Edfelt a tradus operele literare ale lui Nelly Sachs, Georg Trakl, Novalis, Andreas Gryphius, T. S. Eliot și Ezra Pound.

## Biografie

### Tinerețea
Edfelt a fost fiul locotenentului August Edfelt și a lui Ellen Hellner. El a crescut în Skara, unde a studiat latina și greaca la liceu. În toamna anului 1923 a studiat limbile nordice la Universitatea din Lund. De asemenea, el a participat la conferințe publice pe teme de filosofie și istoria literaturii.
Din 1924 și până în 1930, cu excepția perioadei 1925-1926 în care și-a efectuat stagiul militar, Edfelt a studiat limbile nordice, engleza, germana, istoria literaturii și pedagogie, urmând inclusiv un curs de Istoria Filosofiei, la Universitatea din Uppsala. În această perioadă, el a participat la cercurile studențești în care s-a discutat despre Sigmund Freud și Carl Gustav Jung.

### Începutul carierei
După ce și-a luat diploma de master la Uppsala în primăvara anului 1930, Edfelt s-a mutat la Stockholm. Criza financiară ce a urmat după crahul de pe Wall Street din 1929 a avut un impact puternic asupra pieței muncii din Suedia, iar la începutul anilor '30 Edfelt și-a câștigat existența scriind recenzii literare. În toamna anului 1931, el a fost angajat ca profesor suplinitor la școala municipală din Storvik în Gästrikland.
În iarna anilor 1930-1931, Edfelt a cunoscut-o la Stockholm pe artista Hélène Apéria, căreia îi va dedica mai târziu volumul Aftonunderhållnng (Divertisment de Seară). Pe 2 martie 1932 cei doi s-au căsătorit la Nyloftet in Skansen din Stockholm.
În 1933, Edfelt s-a mutat temporar în orășelul Mariefred, unde și-a definitivat volumul Högmässa (Mesa Mare), beneficiind de atenția bătrânului poet Bertil Malmberg, care se stabilise la țară după ce a trăit la Munchen.

## Poezie

### Primele cărți
În 1923, Edfelt a debutat cu volumul de poezie Gryningsröster (Voci din zori), când avea doar 19 ani. Apoi au urmat volumele Unga Dagar (Zilele tinereții) în 1925 și Ansikten (Profile) în 1929. În afară de clasici, el a fost influențat de Franz Werfel, Bertolt Brecht, Erich Kastner, Vilhelm Ekelund, Harriet Löwenhielm și Birger Sjöberg.

### Maturitatea
Poezia matură a lui Edfelt ar putea fi descrisă ca tradiționalistă ca formă , dar modernistă în imagini. El a devenit celebru odată cu publicarea în 1934 a volumului Högmassa (Mesa Mare), care a fost revizuită în multe cotidiane suedeze. Până în acel moment, Edfelt a fost influențată de poeți suedezi precum Bertil Malmberg, Birger Sjöberg, Bo Bergman și Erik Axel Karlfeldt, dar și de poeți internaționali ca Charles Baudelaire, Bertolt Brecht și T. S. Eliot.
O altă trăsătură caracteristică a poeziei lui Edfelt din anii 1930 o constituie numeroasele aluzii literare, de la Biblie și tragediile antice până la psihanaliză și modernism. Uneori Edfelt refolosește chiar o parte din structura metrică a altor poeți suedezi mai vechi, în scopul de a crea o anumită stare de spirit.
Aftonunderhållning (Divertisment de seară, 1932), I Denna Natt (Astă seară, 1936), Vintern Är Lång (Iarna este lungă, 1939) și Sång för Reskamrater (Cântec pentru tovarăși de călătorie, 1941) fac parte din aceeași perioadă de creație ca și Högmässa. Ele se remarcă prin contrastul dintre întunericul suferinței umane și mântuitoarea flacără a iubirii.

### O nouă orientare
În volumele Elden och Klyftan (Focul și ruptura, 1943) și Bråddjupt Eko (Ecou abrupt, 1947), poezia lui Edfelt devine mai introspectivă. Începând cu Hemliga slagfält (Câmpuri de luptă secrete, 1952) se observă apariția unei proze lirice în volumele sale.

## Scrieri

### Poezie
- Gryningsröster (1923)
- Unga dagar (1925)
- Ansikten (1929)
- Aftonunderhållning (1932)
- Högmässa (1934)
- I denna natt (1936)
- Vintern är lång (1939)
- Sång för reskamrater (1941)
- Elden och klyftan (1943)
- Bråddjupt eko (1947)
- Hemliga slagfält (1952)
- Under Saturnus (1956)
- Utblick (1958)
- Insyn (1962)
- Ådernät (1968)
- Dagar och nätter (1983)
- Följeslagare  (1989)
- Mötesplatser  (1992)
- Brännpunkter (1996)
- Dikter (2004)

### Proză
- Dostojevski (1936)
- Strövtåg (1941)
- Heinrich Heine (1955)
- Årens spegel (1963)
- Birger Sjöberg (1971)
- Profiler och episoder (1973)